# طويقان أزرق الحنجرة
طويقان أزرق الحنجرة (الاسم العلمي:Aulacorhynchus caeruleogularis) (بالإنجليزية: Blue-throated Toucanet)‏ هو نوع من الطيور يتبع جنس الطويقان الأخضر من الفصيلة الطوقانية.